# Pseudobiblion
Uno pseudobiblion (in greco antico: ψευδής/ψευδές?, pseudés ("falso") e βιβλίον, biblíon ("libro")) o pseudobiblium (al plurale pseudobiblia) è un libro fittizio o immaginario citato come se fosse vero in un'opera letteraria. Gli pseudobiblia sono, nell'accezione comune del termine, spesso utilizzati al fine di approfondire e rendere più verosimile l'universo narrativo nel quale sono inseriti.

## Definizione
Si tratta di libri immaginari, creati come artificio narrativo. Lo scrittore statunitense L. Sprague de Camp è stato il primo ad associare il termine pseudobiblia a quei libri che «non sono mai stati scritti, ma che esistono solo come un titolo, con magari degli estratti, in un'opera di finzione o pseudo-fattuale» nell'articolo The Unwritten Classics (in italiano: I classici mai scritti), pubblicato su The Saturday Review of Literature nel 1947.
Gianfranco de Turris e Sebastiano Fusco parlano di pseudobiblia in termini di libri nascosti, soppressi o banditi, i libri non riconosciuti o nascosti in altri libri. Secondo Domenico Cammarota, gli pseudobiblia possono essere suddivisi in quattro categorie:
1. Libri esistiti ma che oggi non esistono più perché andati distrutti, perduti o dispersi;.
2. Libri che non sono mai esistiti ma che potrebbero esistere (per ricostruzione apocrifa, giochi di citazioni, ecc.);
3. Libri che esistono ma è come se non esistessero (per irreperibilità o estrema rarità);
4. Libri che esisteranno ma che ora non esistono.

Gli pseudobiblia sono quindi i falsi libri o i libri che mentono. La menzogna non riguarda ciò che essi dicono, bensì la loro stessa esistenza.

## Storia
De Camp individua come primo pseudobiblion il Libro di Thot, citato nella storia di Setnau Khaemuast, proveniente da un papiro di età tolemaica; tuttavia in una gran quantità di miti e racconti dell’antichità sono presenti quelli che possono essere considerati pseudobiblia: nella Bibbia ad esempio sono nominati numerosi testi immaginari, come il libro sigillato da sette sigilli nell'Apocalisse di Giovanni e il libro che Dio fa scrivere a Mosè per raccontare la vittoria di Israele sugli Amaleciti.
È il Rinascimento che vede l'affermarsi degli pseudobiblia. Un esempio importante di questo periodo è il manoscritto dell'arcivescovo Turpino, opera di finzione alla base a sua volta di un’altra opera di finzione sulle gesta di Rinaldo, il “famoso Arnaldo”, che Luigi Pulci afferma essere di ispirazione per il suo Morgante. Anche Boiardo e Ariosto affermeranno di aver preso ispirazione dal manoscritto di Turpino per l'Orlando innamorato e l'Orlando furioso.
Altro caso è la Biblioteca di San Vittore che appare nel settimo capitolo del secondo libro del Gargantua e Pantagruel di Rabelais: una lista lunghissima di pseudobiblia inserita con intenti comici e satirici dall’autore; solo uno degli innumerevoli esempi raccolti nell’opera di Rabelais.
Facendo un balzo in avanti anche nel Don Chisciotte Cervantes dichiara di aver tradotto la storia da un manoscritto in aljamiado, una scrittura araba del castigliano medievale. L’intento di Cervantes è parodico, tant’è vero che nella seconda parte del romanzo i personaggi stessi del Chisciotte leggono lo pseudobiblion che racconta le loro stesse gesta.
Nel 1764 Horace Walpole pubblica Il castello di Otranto sotto lo pseudonimo di William Marshal, e per timore che non fosse ben accolto dal pubblico lo fece passare per la traduzione di un manoscritto cinquecentesco italiano.
Avvicinandosi sempre di più alla modernità i casi di pseudobiblia si moltiplicano sempre di più. Innumerevoli scrittori dell’Ottocento come Edgar Allan Poe, Arthur Conan Doyle, Alessandro Manzoni e Gustave Flaubert hanno utilizzato questo espediente nelle loro opere.
Uno dei casi più classici e interessanti di pseudobiblion è senza dubbio quello del Necronomicon. Inventato dalla penna di Lovecraft, fu utilizzato come base per innumerevoli racconti e romanzi. L’impatto dell’opera di finzione fu talmente forte che iniziarono a circolare voci sulla sua reale esistenza e persino sul suo paratesto (un articolo sulla rivista Sir! del 1953 lo descriveva come stampato su pelle umana). In seguito lo stesso De Camp acquistò in Iraq un manoscritto scritto con una sequenza di segni insignificanti, poi spacciato per lo pseudobiblion di Lovecraft.
Uno dei casi letterari in cui uno pseudobiblium viene citato in un'opera letteraria è il Secondo Libro della Poetica di Aristotele dedicato alla commedia, intorno alla cui ricerca ruota l'intreccio narrativo del famoso romanzo di Umberto Eco Il nome della rosa

## Casistica
Vi sono diversi casi di pseudobiblia che, dopo essere stati citati, sono stati pubblicati realmente (esempi su tutti, il celebre Manuale delle Giovani Marmotte o il Necronomicon citato nelle opere di H.P. Lovecraft). Inoltre, vi sono alcuni casi di pseudobiblion il cui titolo coincide con quello del romanzo in cui sono citati (come nei casi de L'ombra del vento, Guida galattica per autostoppisti, La storia infinita o La principessa sposa), o casi in cui lo pseudobiblion è un testo sacro (ad esempio La Stella a Sette Punte nei romanzi delle Cronache del ghiaccio e del fuoco). Altri casi rilevanti sono La cavalletta non si alzerà mai più, centrale ne La Svastica sul Sole di Philip K. Dick, ed il Libro Rosso di J.R.R. Tolkien. Vari pseudobiblion sono "recensiti" in Finzioni di Jorge Luis Borges.

### Nel cinema
Un caso celebre di pseudobiblion nel cinema italiano lo si trova nel primo film della saga di Fantozzi, in una famosa scena in cui il protagonista corre alla stazione per riportare il libro giallo L'albicocco al curaro alla figlia di un azionista dell'Azienda. Nella corsa Fantozzi rivela anche il nome dell'assassino: Dylan Chesterton Junior.
Un altro famoso esempio si trova in Profondo rosso (1975), in cui una delle tracce dei delitti viene identificata nel libro inesistente Fantasmi di oggi e leggende nere dell'età moderna, autrice Amanda Righetti, presentato come edito dalle fittizie Sgra Edizioni di Perugia nel 1956.

### Nei videogiochi
Due casi significativi di pseudobiblion nel mondo videoludico:
- in Indiana Jones and the Fate of Atlantis , l'archeologo deve recuperare una copia de Il Dialogo Perduto di Platone per trovare la città perduta.
- in Syndicate Wars: l'opera si intitola Libro del Cataclisma (Book of Cataclysm) ed è il testo religioso di riferimento della fazione chiamata "Chiesa della Nuova Epoca" ("Church of the New Epoch").